# Batalla d'Aizenay (1794)
La batalla d'Aizenay va tenir lloc el 26 de gener de 1794 durant la Revolta de la Vendée. Acaba amb la victòria dels Vendéans que s'apodera de la ciutat d'Aizenay.

## Preludi
Després de la seva ferida a la batalla de Grasla, el general de la Vendée, Charette, va romandre amagat durant diversos dies amb un petit seguici al convent de Val de Morière, a Touvois, després al bosc de Grasla, al sud de Brouzils. El 26 de gener va atacar Aizenay.

## Forces presents
El lloc està defensat per una guarnició de 400 homes, formada segons el general Bard per "joves de la nova leva.
| «                                                                        | "El comandant de La Roche-sur-Yon em va informar ahir que els bandolers s'havien apoderat d'Aizenay, que només defensaven els joves del nou dic. El comandant, que era a Aizenay quan els bandolers s'hi van presentar, em diu ara mateix que eren molt nombrosos, i que no s'hi van quedar gaire temps." | » |
| — Informe del general Bard, escrit el 27 de gener de 1794 a Chantonnay., | |   |

Al costat de la Vendée, els combatents emprats eren «molt nombrosos» segons el general Bard. A les seves memòries, l'oficial reialista Pierre-Suzanne Lucas de La Championnière assegura al contrari que durant aquest període, l'exèrcit es va desintegrar. L'historiador Alain Gérard, per la seva banda, porta el nombre de Vendéens a 1.500.
| «                                                        | "L'exèrcit disminuïa dia a dia, els pagesos ens abandonaven mentre ens allunyàvem dels seus països i sovint no superàvem de mil a mil dos-cents homes. Tanmateix, vam atacar Aizenay diverses vegades i quasi sempre sense força." | » |
| — Memòries de Pierre-Suzanne Lucas de La Championnière., | |   |

## Procediment
Els Vendéans van envair el lloc i van derrotar la guarnició sense trobar una resistència seriosa. No es van demorar i després es van retirar a Maché.
L'1 de febrer, els Vendéans van tornar a intentar investir Aizenay, aquesta vegada sense èxit.

## Pèrdues
Segons Alain Gérard, 116 republicans van ser morts dels 400 de la guarnició.